# Frederick Gilroy
Frederick Gilroy, dit Freddie Gilroy, est un boxeur irlandais né le 7 mars 1936 à Belfast (Irlande du Nord) et mort le 28 juin 2016.

## Biographie

### Carrière
Frederick Gilroy participe aux Jeux olympiques d'été de 1956 en combattant dans la catégorie des poids coqs et remporte la médaille de bronze.

### Parcours auxJeux olympiques
Jeux olympiques d'été de 1956 à Melbourne (poids coqs) :
- Bat Boris Stepanov (URSS) par KO au 3e round
- Bat Mario Sitri (Italie) aux points
- Perd contre Wolfgang Behrendt (Allemagne) aux points